# Monckton Hoffe
Reaney Monckton Hoffe-Miles (Connemara, 26 de outubro de 1880 – Londres, 4 de novembro de 1951 (71 anos)) foi um dramaturgo e roteirista irlandês.

## Peçasselecionadas
- The Faithful Heart
- Hate Ship
- Flame of Love'
- Many Waters
- The Little Damozel

## Roteiros selecionados
- What Every Woman Knows (1934)
- The Bishop Misbehaves (1935)
- The Last of Mrs. Cheyney (1937)
- London Melody (1937)

## Honrarias e prêmios
Hoffe foi nomeado para um Oscar de melhor história original, para a comédia de Preston Sturges, As Três Noites de Eva. O vencedor foi Here Comes Mr. Jordan.